# Muzeu de ceară

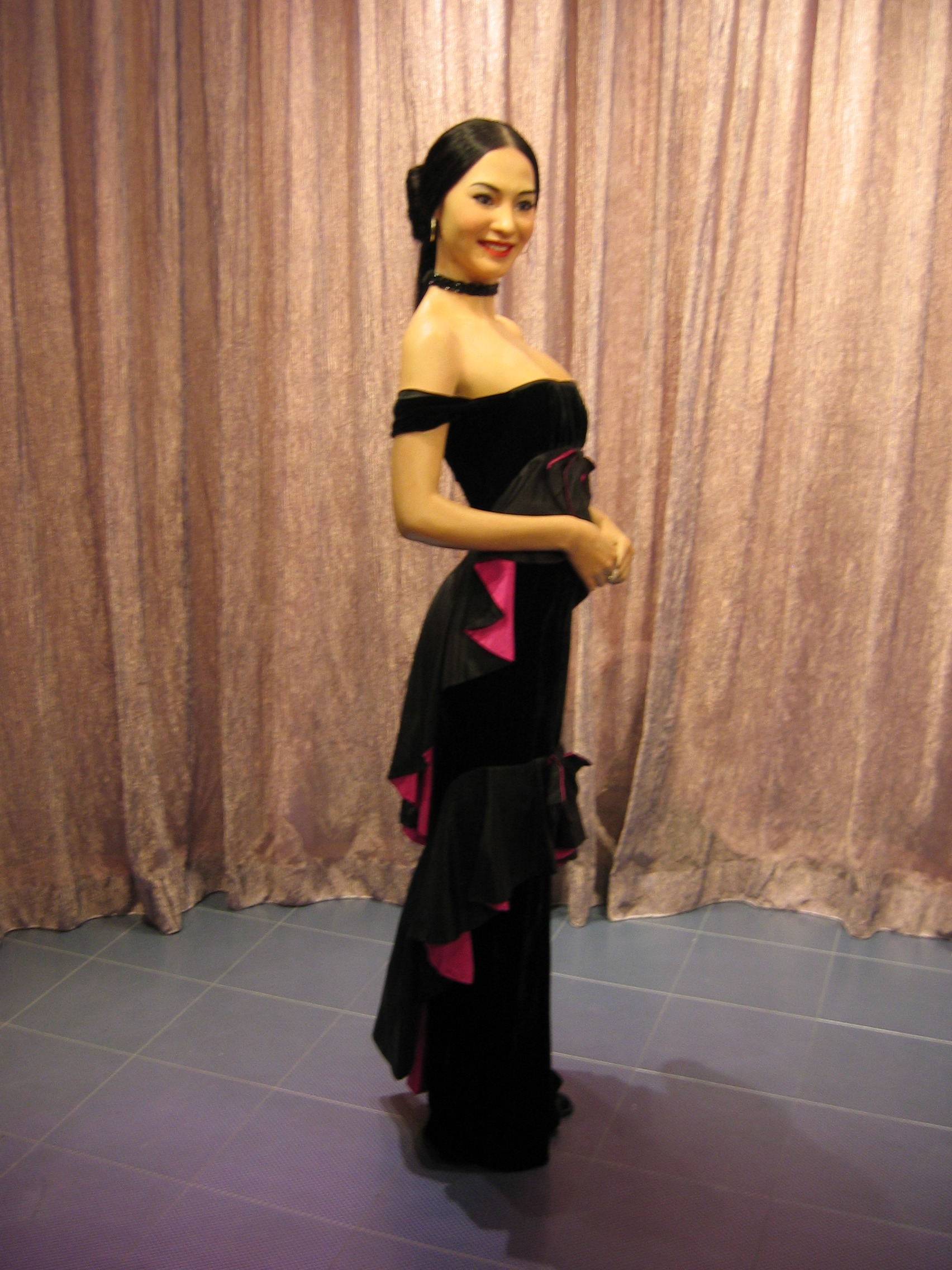
Figura de ceară a actriței Cecilia Cheung la Madame Tussauds.

Muzeul de ceară constă într-o colecție de figuri de ceară ce reprezintă oameni faimoși din istorie sau personalități moderne în cadre realistice, purtând haine adevărate. Unele muzee au o secțiune specială numită camera groazei în care sunt afișate figuri mai horror. Unele colecții sunt mai specializate, de exemplu colecțiile de figuri de modele medicale de ceară, folosite pentru antrenarea medicilor profesioniști. Multe muzee se află în case istorice, folosind figurile de ceară pe post de detalii de fundal. Originea muzeelor de ceară ajunge chiar mai devreme de secolul XVIII, când membrii familiei regale își făceau figuri după trupul lor, figuri ce erau des vizitate de turiști.